# Le Poët-Laval

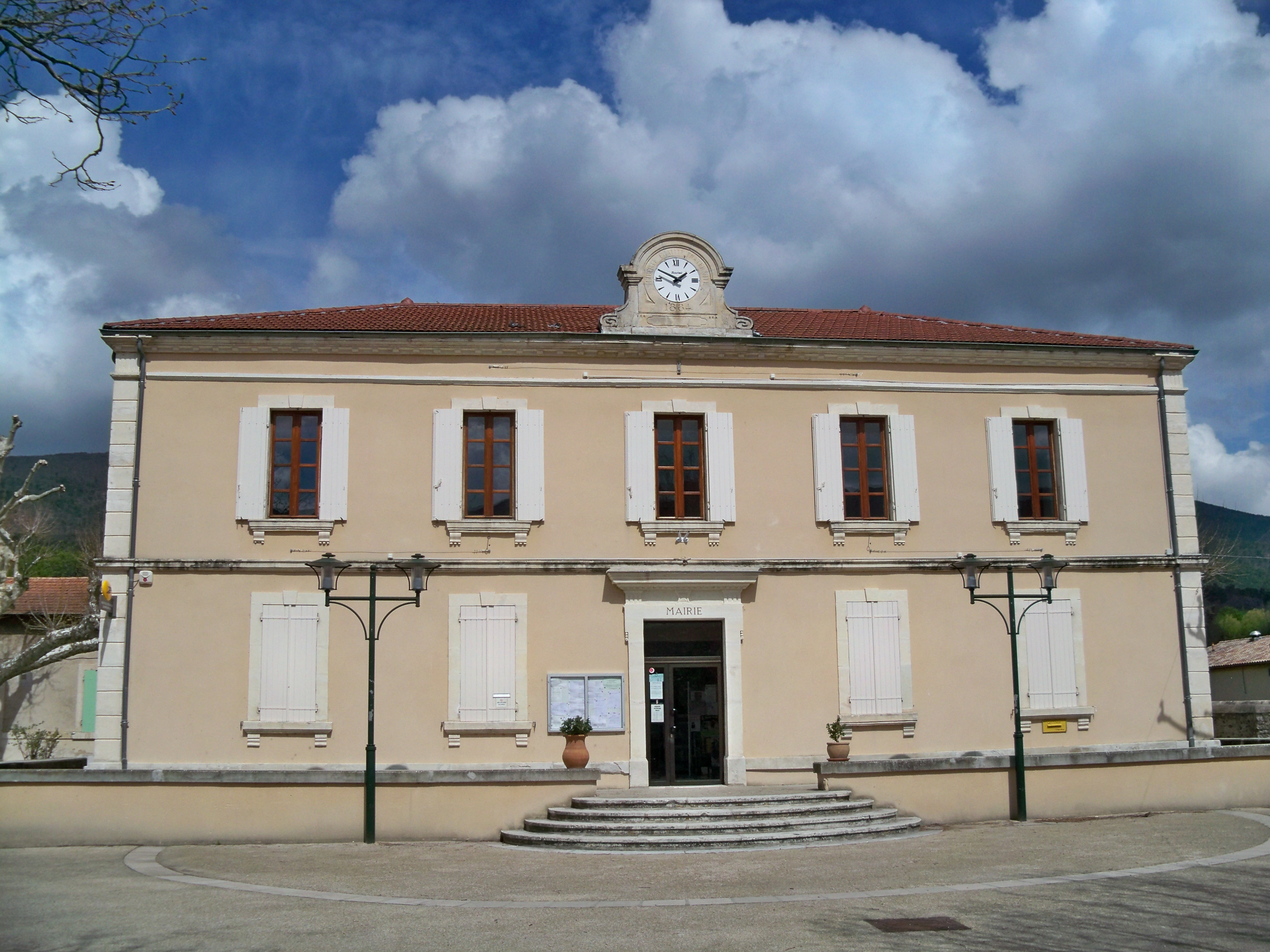
Ratusz w Le Poët-Laval, 2012

Le Poët-Laval – miejscowość i gmina we Francji, w regionie Owernia-Rodan-Alpy, w departamencie Drôme.
Według danych na rok 1990 gminę zamieszkiwały 652 osoby, a gęstość zaludnienia wynosiła 21 osób/km² (wśród 2880 gmin regionu Rodan-Alpy Le Poët-Laval plasuje się na 1020. miejscu pod względem liczby ludności, natomiast pod względem powierzchni na miejscu 201.).